# Красное (Николаевская область)
Красное (укр. Красне) — село в Березанском районе Николаевской области Украины.
Население по переписи 2001 года составляло 1198 человек. Почтовый индекс — 57412. Телефонный код — 5153.

## Местный совет
57412, Николаевская обл., Березанский р-н, с. Красное, ул. Энгельса, 25